# Politische Religion
Der Begriff Politische Religion ist ein interdisziplinär verwendetes Erklärkonzept, mit dem insbesondere die Funktionsweise, die Entstehung und das Erscheinungsbild totalitärer Herrschaftssysteme erklärt werden sollen.

## Ursprung
Der Terminus „Politische Religion“ wurde, ähnlich wie der des Totalitarismus, in den 1930er Jahren geprägt. Die neuartigen, totalitären Regime in Europa konnten mit althergebrachten Begriffen wie „Diktatur“ oder „Tyrannis“ nur unzureichend beschrieben werden. So wurden neue Konzepte zur Erklärung des Funktionierens dieser Herrschaftssysteme entwickelt; eines davon war das der Politischen Religion.
Der Begriff wurde durch Eric Voegelins 1938 erschienene Abhandlung Die Politischen Religionen bekannt. Auch christliche Theologen wie Paul Tillich und Paul Schütz verwendeten dieses Konzept. Nach dem Zweiten Weltkrieg tauchte der Begriff in wissenschaftlichen Diskussionen nur noch selten auf, bis er – zuerst durch Klaus Vondung (1971), dann durch Emilio Gentile und Hans Maier zu Beginn der 1990er Jahre – wieder aufgegriffen wurde. Inzwischen ist das Konzept als ein Modell für die Analyse insbesondere totalitärer Systeme in der Theoriediskussion präsent, seine Rezeption gegenüber den Konzepten der Totalitarismus- und Faschismustheorie allerdings nach wie vor beschränkt.
Weitere Autoren, die die Totalitarismen des 20. Jahrhunderts als Politische Religionen bezeichnet haben, sind unter anderen Raymond Aron, Claus-Ekkehard Bärsch, Michael Burleigh und Michael Ley.

## Prämissen
Eine Voraussetzung für die Rede von Politischer Religion ist ein weit gefasster, funktionalistischer Religionsbegriff: „Um die politischen Religionen angemessen zu erfassen, müssen wir daher den Begriff des Religiösen so erweitern, daß nicht nur die Erlösungsreligionen, sondern auch jene anderen Erscheinungen darunter fallen, die wir in der Staatsentwicklung als religiöse zu erkennen glauben; und wir müssen den Begriff des Staates daraufhin prüfen, ob er wirklich nichts anderes betrifft als weltlich-menschliche Organisationsverhältnisse ohne Beziehung zum Bereich des Religiösen.“ Daneben wurden insbesondere weltanschauliche Motive, die Parallelen zum Christentum aufweisen, sowie die Repräsentationsweise totalitärer Regime zum Ausgangspunkt für die Verwendung des Begriffs.

## Abgrenzung zum Konzept der Zivilreligion und der Theokratie
Der Begriff ist zu unterscheiden von den Ausdrücken „säkulare Religion“ und „Zivilreligion“, auch wenn die Konzepte einige Gemeinsamkeiten aufweisen. Die These der Politischen Religion bezieht sich insbesondere auf totalitäre Regime und Bewegungen wie den Nationalsozialismus und den Stalinismus. Dagegen meint zivile Religion eine Form der Sakralisierung (d. h. religionsartige zusätzliche Stützung der Gemeinschaft, vgl. Jean-Jacques Rousseau Zivilreligion) der Politik und ihrer Symbole in Demokratien, wie sie etwa in den Vereinigten Staaten zu beobachten sei. Autoren, die Zivilreligionen auch im europäischen Raum ausmachen, z. B. Hermann Lübbe, lehnen die Bezeichnung Politische Religion zumeist ab, weil beide Begriffe oft undifferenziert ineinandergeworfen würden. So plädiert Lübbe dafür, nicht von „Politischen Religionen“, sondern von „Antireligionen“ zu sprechen, da totalitäre Regime Religionen immer explizit abgelehnt hätten.
Nicht zu verwechseln ist der Ansatz der Politischen Religion mit der Theokratie. In der Theokratie beruft sich die politische Führung auf eine göttliche Legitimation. Forscher, die von der Annahme Politischer Religionen ausgehen, wollen damit lediglich das Funktionieren extremer Unterdrückungssysteme durch das Herauskristallisieren religionsähnlicher Elemente erklären.

## Grundzüge des Konzepts der politischen Religion
Die Grundthese des Entwurfs der Politischen Religion ist, dass totalitäre Systeme in ihrer Funktions- oder Erscheinungsweise strukturelle Ähnlichkeiten mit Religion aufweisen und die Gefolgschaft der Masse in solchen Systemen zumindest teilweise mit Hilfe religiöser Kategorien und Begriffe zu erklären sei.
Vertreter dieser Position nennen vor allem die folgenden Argumente, um ihre Aussagen zu stützen:

### Stalinismus, Maoismus, Faschismus und Nationalsozialismus als Produkte von Säkularisierungsvorgängen
Da der alte Zusammenhalt durch Religion verloren gegangen sei, werde in totalitären Systemen neuer Zusammenhalt durch „massenwirksame Ideologien der Klasse oder Rasse, der Ökonomie oder des Blutes“ gestiftet. Aus dieser religionsanthropologisch bzw. -psychologisch geprägten Perspektive betrachtet, kehrt die aus der Öffentlichkeit zunehmend verdrängte Religion angesichts des ungestillten religiösen Bedürfnisses des Menschen als Staatsideologie quasi durch die Hintertür wieder zurück in die Gesellschaft.

### Das utopische Element
Eine weitere Verbindung in der Funktionsweise von Totalitarismus und Religion wird darin gesehen, dass der Totalitarismus auf die Fiktion angewiesen sei. Als Beispiel wird unter anderem die von den Nationalsozialisten propagierte Fiktion der „jüdischen Weltverschwörung“ gegen das deutsche Volk angeführt.

### Die Rolle von Ritualen und Festen
Ferner wird darauf hingewiesen, dass sowohl der Totalitarismus, als auch die Religion auf kultische Rituale und die Feste bauten. So hätte die politische Liturgie in Form von Militär-Umzügen, die Inszenierung der Nürnberger Parteitage der NSDAP, oder die Jugendweihe in der DDR eine Sakralisierung von Politik hervorgerufen.

### Totalitäre Bewegungen als esoterische Bewegungen
Hannah Arendt sah in totalitären Systemen dezidiert esoterische Bewegungen.
So sah sie beispielsweise im Ahnenpass ein Mittel, um einen Kreis der in die Gemeinschaft (hier: in die Gemeinschaft der arischen Rasse) „Eingeschlossenen“ zu konstruieren, die sich von den „Ausgeschlossenen“ unterscheidet.

### Der Totalitarismus als „Überwinder“ der Säkularisierung
Nach einer anderen Begründung ist der Totalitarismus religiös, weil er die Aufhebung der Trennung von Kirche und Staat anstrebe, und somit eine Sakralisierung des politischen Lebens, wie sie aus der Antike bekannt ist (Raymond Aron).

### Der Totalitarismus als „Erbe“ des Christentums
Im Gegensatz zu den religionspsychologisch und -anthropologisch orientierten Vertretern des Ansatzes, die in der Bereitschaft zur Gefolgschaft der Politischen Religion vornehmlich einen Kompensationsversuch des religiös bedürftigen Menschen – des homo religiosus – für die „Entzauberung der Welt“ (Max Weber) im Zuge der Säkularisierung sehen, haben verschiedene Wissenschaftler die Tradierung christlich geprägter Motive in den totalitären Ideologien betont und die Verwendung des Konzepts somit religionsgeschichtlich begründet. So existierten wie im Christentum auch „in den modernen Gewaltregimen ‚reine Lehren‘, ‚Heilige Bücher‘, Ketzer und Ketzergerichte, strafbewehrte Sorge für ‚Glaube‘ und ‚Sitte‘, Häresie und Inquisition, Dissidenten und Renegaten, Apostaten und Proselyten.“
Claus-Ekkehard Bärsch hat mit Blick auf den Nationalsozialismus darüber hinaus die Bedeutung von christlicher „Apokalyptik, Satanologie und Antijudaismus im neuen Testament“ für die NS-Ideologie hervorgehoben.

### Das Versprechen von Heil und Erlösung
Anstelle des Glaubens an eine jenseitige Erlösung tritt der „Mythos der Erlösung“ (Hans Maier) im Diesseits. Fixpunkt ist nicht mehr die Beziehung zu einem außerweltlichen Gott, sondern die Erlösung wird in Teilinhalten der Welt z. B. der sozialen Klasse oder der „Rasse“ gesucht.
Die von den politischen Religionen verkündete Heilsversprechung und Erlösung hat demnach als unmittelbare Konsequenz in der Herrschaftsausübung die absolute Gewalt und deren absolute Rechtfertigung durch eine unanfechtbare, und damit quasi religiöse Ideologie (vgl. zum Beispiel Alfred Rosenbergs Mythus des 20. Jahrhunderts als politische Religion).

### Der Führer als Messias
Durch extremen Führerkult, wird argumentiert, treten der oder die Führer in Extremsituationen (insbesondere Kriegen) an die Stelle des übernatürlichen Heilsbringers, des Messias. So sei Adolf Hitler sowohl als Prophet wie auch als quasi übernatürlicher Erretter des deutschen Volkes gesehen worden. Entscheidend ist hierbei nicht die tatsächliche Befähigung des jeweiligen „Führers“, sondern der Glaube der „Geführten“ an vermeintlich übernatürliche Fähigkeiten oder den „schicksalhaften“ Sendungsauftrag des „Führers“. In vielen deutschen Haushalten seien Jesus-Bilder durch Hitler-Bilder ersetzt worden. Unter dem Vichy-Regime wurde das Vater Unser auf den Führer Philippe Pétain umgedichtet. Frankreich hätte sich nach der unerwarteten und vollständigen Niederlage im Blitzkrieg in einer derart verzweifelten Lage befunden, dass es sich nach einem Erlöser aus der Not gesehnt habe. Diese Sehnsucht sei schließlich auf Pétain projiziert worden.

## Grenzen und Kritik des Konzepts
Der Forschungsansatz „Politische Religion“ beschränkt sich vornehmlich auf mentale und psychische Aspekte der Umsetzung des Führerprinzips und Personenkults. Nach Hans Maier ist daher eine Kombination mit der eher formal auf die Herrschaftsweise abzielenden Totalitarismustheorie sinnvoll. Kritiker des Konzepts bemängeln hingegen die empirischen Grundlagen der konzeptuellen Forschung sowie die Begrifflichkeit des Konzepts. So basierten zahlreiche Studien insbesondere zur Politischen Religion des Nationalsozialismus nicht auf mentalitätsgeschichtlichen Untersuchungen, sondern auf der Interpretation von Schriften einzelner Führungsfiguren, weshalb Schlussfolgerungen über Motivation und Gefolgschaftsbereitschaft der Bevölkerung auf diese Weise nicht belegt werden könnten. Außerdem existiere mit dem klassischen Ideologie-Begriff und dem von Max Weber geprägten und von Historikern wie Ian Kershaw und Hans-Ulrich Wehler verwendeten Terminus der Charismatischen Herrschaft zumindest für die Geschichte der nationalsozialistischen Herrschaft bereits ein Analysevokabular, das die historische Wirklichkeit präziser erfasse.